# Malta
Republika Malta (malteško Repubblika ta' Malta) je majhna in gosto naseljena otoška država v južni Evropi v osrednjem Sredozemskem morju. Sestavlja jo  20 otokov in čeri, ki ležijo 93 km južno od Sicilije (Italija) in 288 km severno od Libije v severni Afriki. Naseljeni so otoki Malta, Gozo (Għawdex) in Comino (Kemmuna). Malta ima okrog 400.000 prebivalcev in dva uradna jezika: malteščino in angleščino. Glavno mesto republike je Valletta na otoku Malta.  
Malta je bila zaradi svojega ključnega strateškega položaja sredi Sredozemskega morja v vsej svoji zgodovini križišče zelo različnih kultur. Od neolitika naprej so otočju gospodarili Feničani, Rimljani, Arabci, Normani, Bizantinci, malteški vitezi (ivanovci), ki so dali otočju svojstven pečat, Francozi in Angleži. Na otočju je leta 60 doživel brodolom sveti Pavel, ki je na otoke prinesel krščanstvo. Katoliška vera je zdaj uradna in najpogostejša vera na Malti. 
Malta je postala neodvisna, prej pod Združenim kraljestvom, leta 1964. Od leta 2004 je članica Evropske unije, poleg tega pa je članica Skupnosti narodov in Organizacije združenih narodov.

## Nastanek imena
Nastanek imena Malta ni povsem pojasnjen. Najpogostejša je razlaga, da izhaja iz grške besede μέλι (meli, med). Grki so otok imenovali Μελίτη (Melite), kar tudi pomeni med ali sladek kot med. Grki so ustanovili svoje kolonije na Malti že v 7. stoletju pr. n. št., od leta 395 do 870 pa so tam gospodovali grško govoreči Bizantinci. Druga možnost za nastanek imena Malta je feničanska beseda Maleth (𐤌𐤋𐤈, ki pomeni nebesa ali pristan, morda zato, ker ima otočje mnogo zalivov in skritih drag.

## Geografija
Malta je skupina otokov v osrednjem Sredozemskem morju. Poseljena sta največja otoka Malta (315 km²) in Gozo (Għawdex, 67 km²), peščico stalnih prebivalcev ima še Comino (Kemmuna, 3 km²). Drugi večji otoki so Cominotto (Kemmunett), Filfla, Fungus Rock (Il-Ġebla tal-Ġeneral) in Otok svetega Pavla (Selmunett), ki niso naseljeni. Manoelov otok (il-Gżira tal-Isqof) je v Gżiri z mostom povezan s celino in je pravzaprav sestavni del mesta.  Obale otokov so zelo razčlenjene s številnimi dobrimi pristanišči. 
Otočje leži na severnem robu afriške tektonske plošče, na samem stičišču z evropsko tektonsko ploščo. Za pokrajino so značilni nizki griči s terasastimi polji. Najvišja točka otočja je Ta'Dmejrek v bližini Dinglija z nadmorsko višino 253 m. V deževnem obdobju je na otokih nekaj majhnih rek, stalnih rek in jezer pa na otokih ni. Stalno tekočo vodo ima le nekaj potokov v okolici Baħrije, l-Intaħleba in San Martina. Edina tekoča voda na Gozu je v dolini Lunzjata.
Otočje ima sredozemsko podnebje (Köppnova podnebna klasifikacija Csa),. Najnižja temperatura je bila izmerjena leta 1905, +1,1 °C, najvišja pa avgusta 1999, +43,8 °C. Sneg je v zadnjih 115 letih padal samo trikrat: februarja 1895, januarja 1905 in marca 1949. Povprečne najvišje dnevne temperature se gibljejo od 15  °C (januar, februar) do 30 °C (julij, avgust). Povprečne najnižje dnevne temperature se gibljejo od 9 (januar, februar) do 22  °C (julij, avgust). Celoletni povprečji dnevnih temperatur sta 21 °C oziroma  15 °C. 
Malta je dolgo časa je veljala za najjužnejšo točko Evrope, kar pa ne drži. Najjužnejša točka je grški otok Gavdos.

### Urbanizacija
Po Eurostatu je Malta sestavljena iz dveh večjih urbanih območij, imenovanih "Valletta" (glavni otok Malta) in "Gozo". Po podatkih Demographia je država opredeljena kot urbana površina. Po mnenju Evropske mreže za opazovanje prostorskega razvoja je Malta opredeljena kot funkcionalno urbano območje (FUA). Po podatkih Združenih narodov je približno 95 odstotkov površine Malte mestno in številka se povečuje vsako leto. Tudi po izsledkih študij ESPON in Evropske komisije je "celotno ozemlje Malte ena sama urbana regija".
Občasno se v medijih in uradnih publikacijah Malta imenuje mesto država. Na malteškem grbu je corona muralis, "prikaz malteških utrdb in pomeni mesto država". Malta s površino 316 km² in 0,4 milijona prebivalcev je ena najgosteje poseljenih držav na vsem svetu.

## Zgodovina

### Prvi naseljenci
Malteške otoke so prvi naselili kamenodobni poljedelci s Sicilije okrog leta 5200 pr. n. št. Ti prvi naseljenci so bili najbrž Sikanci, za katere menijo, da so bili edino pleme, ki je naseljevalo te otoke v tem času, a se štejejo za sorodnike Ibercev. Prvi prebivalci so okrog leta 3500 pr. n. št. zgradili ene najstarejših danes ohranjenih prostostoječih verskih objektov na svetu: megalitske templje Ġgantija na otoku Gozu ter Ħaġar Qim in Mnajdra na Malti (starejši so templji v Turčiji v kraji Göbekli Tepe).
Okrog leta 700 pr. n. št. je na Malti, posebno okrog Vallette, cvetela antična grška kultura. Stoletje kasneje so na otok prišli Feničani in ustanovili trgovsko postajo, od koder so stkali trgovske poti vse do Cornwalla na skrajnem zahodu Anglije..
Po padcu Fenicije okrog leta 400 pr. n. št. je Malta prišla pod oblast feničanske afriške kolonije Kartagine. V času Kartažanov so na Malti pridelovali predvsem oljke in rožiče ter izdelovali tkanine. Med punskimi vojnami (264–146 pr. n. št.) je začel odpor do Kartažanov naraščati in leta 218 pr. n. št. se je prebivalstvo uprlo. Oblast je na otočju prevzela Rimska republika s konzulom Sempronijem na čelu. Med sirakuškim uporom v drugi punski vojni je Malta ostala zvesta Rimu in bila zato nagrajena s statusom Foederata Civitas, kar ji je dalo v okviru Sicilijanske province nekaj avtonomije. Otok se je takrat imenoval Melita. Enako se je imenovalo tudi njeno glavno mesto, današnja Mdina.
Leta 60 je severno od otoka Malte v Zalivu svetega Pavla doživel brodolom Kristusov apostol Pavel iz Tarza. Izročilo pravi, da je na otoku ostal tri mesce, naredil nekaj čudežev in med prebivalce vpeljal krščanstvo. Dogodki so opisani v Apostolskih delih v Novi zavezi. V času cesarja Hadrijana, leta 117, so malteški otoki napredovali na položaj municipija. Ko je Rimsko cesarstvo razpadlo na vzhodni in zahodni del, je Malta pripadla grško govorečemu bizantinskemu cesarstvu. Malta je bila pod bizantinsko oblastjo celih 400 let, vendar je o tem obdobju zelo malo znano. V tem obdobju so otočje za nekaj časa zasedli Goti in Vandali, vendar so jih Bizantinci kmalu pregnali in tam pustili vojaško posadko..

### Srednji vek
V bizantinsko-arabskih vojnah (780–1180) je bizantinski sicilijanski admiral Evfemij izdal bizantinsko cesarstvo, razglasil samostojnost Sicilije in pozval na pomoč Arabce. Malta in Sicilija sta postali del Sicilijanskega emirata, kateremu so od leta 909 vladali Fatimidi. Arabci so na Malti zgradili namakalne sisteme in zasadili nove vrste sadja (citruse) in bombaž. S seboj so prinesli tudi sicilijansko-arabski jezik, iz katerega se je razvila malteščina. Arabci so dopuščali versko svobodo, zato se je na otočju ohranilo krščanstvo, prebivalci pa so morali zato plačevati poseben verski davek. 
V 11. stoletju so Normani iz Normandije zasedli najprej Sicilijo, leta 1091 pa še Malto. Maltežani so novega vladarja Rogerija I. Sicilskega toplo sprejeli in mu ponudili vojaško pomoč. Rogerij je nato baje odtrgal in jim podaril del svoje rdeče-bele zastave,  ki je postala osnova za sodobno malteško zastavo.
Obdobje Normanov je bilo uspešno. Malta je postala del novoustanovljene Kraljevine Sicilije, ki je obsegala Sicilijo in južno polovico italijanskega (Apeninskega) polotoka. Rimskokatoliška vera je postala državna vera, na Malto pa je prišla tudi normanska arhitektura. Zadnji normanski kralj Tankred Sicilijanski je iz Malte in Goza naredil fevdalno gospostvo z malteškimi grofi na čelu. Prvi grofje so bili izkušeni genovski gusarji. Sicilijansko kraljestvo je leta 1194 prešlo na Hohenstaufovce, ki so ostali na oblasti do leta 1266. Cesar Friderik II. je do leta 1224 z Malte izgnal vse Arabce in na Malto preselil vse krščanske moške prebivalce iz kraja Celan iz italijanske dežele Abruci. 
Malta je nato za kratek čas prišla pod oblast kapetinsko-anžuvinske dinastije, ki je bila zaradi visokih davkov zelo nepriljubljena. Zaradi vojne Karla I. z Genovo so leta 1275 opustošili Gozo. Leta 1282 je bil velik upor na Siciliji, znan kot sicilske večernice, po katerem se je celinski del kraljestva ločil v Neapeljsko kraljestvo, Sicilija in Malta pa sta pripadli Aragoncem. Kraljestvu so do leta 1409 vladali sorodniki aragonskih kraljev, potem pa je kraljestvo postalo del aragonskega kraljestva. Na začetku vladanja Aragoncev so bili malteški grofje kraljevi sinovi, leta 1397 pa je grofovski naslov prešel nazaj na fevdalce. Zaradi stalnih prepirov med družinama za grofovski naslov, ki so Malti prinesli veliko revščino, je kralj grofovski naslov spet odvzel. Prepiri so se ponovili nekaj let kasneje, ko je kralj grofovski naslov podelil grofu Gonsalvu Monroyu. Maltežani so se temu uprli in bili poraženi. Ko so kasneje priznali, da so bili kljub uporu zvesti sicilijanski kroni, je priznanje na Alfonza IV. naredilo tako močan vtis, da upornikov ni kaznoval, ampak jim je celo obljubil, da jih ne bo nikoli več izročil tretji strani. Glavno mesto Mdina je dobilo ime Città Notabile (Ugledno mesto).

### Malteški vitezi in Napoleon
Leta 1530 je dal cesar Svetega rimskega cesarstva Karel V. (španski kralj Karel I.) malteško otočje v trajni zakup  viteškemu redu svetega Janeza Krstnika (ivanovci), ki so jih  osmanski Turki leta 1522 pregnali z Rodosa. Aragonska krona je otočje še nekaj časa obdržala v svoji lasti kot del Sredozemskega imperija. Leta 1565 so malteški vitezi uspešno obranili Malto pred vdorom Turkov, ki so bili takrat na višku moči. Po obleganju so začeli pod vodstvom velikega mojstra reda Jeana Parisota de la Valette pospešeno utrjevati otok, predvsem novo mesto Valletto in globok zaliv južno od mesta, današnji Grand Harbour (Veliko pristanišče).
Malteški vitezi so vladali na Malti do leta 1798, ko jih je na poti v Egipt z otoka pregnala Napoleonova vojska. Napoleon jih je zvijačno zaprosil za varno pristanišče, kjer bi lahko dopolnil ladijske zaloge, ko je bil v pristanišču, pa je s topovi napadel gostitelje in veliki mojster Ferdinand von Hompesch zu Bolheim se je predal. Napoleon je ostal na Malti nekaj dni. V tem času je vitezom sistematično zaplenil vse premično premoženje in vzpostavil novo upravo, ki so jo vodili njegovi privrženci. Ko je Napoleon zapustil Malto, je za seboj pustil čvrsto vojaško posadko. 
Francoske zasedbene sile na Malti zaradi svojega negativnega odnosa do vere ter verskih in finančnih reform niso bile priljubljene. Prebivalci so se zato uprli in prisilili Francoze k umiku v utrdbe. Upornike sta z orožjem podprli Združeno kraljestvo in Kraljevina dveh Sicilij, Britanci pa so s svojo mornarico blokirali otočje. Osamljene francoske sile pod poveljstvom generala de Vauboisa so se leta 1800 vdale in Malta je postala britanski protektorat.

### Britanci in druga svetovna vojna
Malta je s pariško pogodbo leta 1814 postala del britanskega imperija. Zaradi svoje strateške lege med Gibraltarjem in Sueškim prekopom je bila za Britance vmesna postaja za trgovske ladje, ki so trgovale z Indijo, in oporišče vojne mornarice. 
V zgodnjih 1930-ih se je britanska sredozemska flota, ki je bila ključni gospodarski dejavnik na Malti, zaradi ekonomičnosti premaknila v Aleksandrijo. Med II. svetovno vojno je imela Malta zaradi bližine nemških oskrbovalnih poti zelo pomembno vlogo. Za pogum in vztrajnost v dolgem boju proti sovražniku je britanski kralj Jurij VI. 15. aprila 1942 Malti podelil najvišje civilno odlikovanje Skupnosti narodov – Jurijev križ, ki je zdaj upodobljen tudi na malteški zastavi. 
Nekateri zgodovinarji trdijo, da so si Britanci z obrambo Malte nakopali nesorazmerno velike izgube. Eden od razlogov za trdoživ odpor je bil prav gotovo britanski ugled, ki bi s padcem Malte doživel vsaj tak udarec, kot ga je doživel pri padcu Singapurja.

### Neodvisnost
Po drugi svetovni vojni so malteški laburisti najprej brez uspeha poskušali Malto združiti z Veliko Britanijo, potem pa je Malta 21. septembra 1964 (dan neodvisnosti) postala neodvisna. Po ustavi iz leta 1964 je britanska kraljica Elizabeta II. ostala kraljica Malte, na otoku pa je v njenem imenu vladal generalni guverner. 3. decembra 1974 (dan republike) je Malta postala republika v okviru Skupnosti narodov. Sporazum o vojaški pomoči, ki so ga podpisali kmalu po razglasitvi neodvisnosti, je 31. marca 1979 (dan svobode) potekel in britanski vojaki so zapustili otočje. Malta je leta 1980 razglasila uradno politiko nevtralnosti in za kratek čas postala članica gibanja neuvrščenih. Leta 1989 je bilo na Malti pomembno srečanje predsednikov Busha in Gorbačova, ki je nakazalo konec hladne vojne. 
Malta je 1. maja 2004 postala članica Evropske unije. 1. januarja 2008 je postala tudi članica evrskega območja in svojo malteško liro zamenjala z evrom.

## Politika in lokalna samouprava
Malta je republika, katere parlamentarni sistem in javna uprava sta natančno oblikovana po westminstrskem sistemu. Enodomni parlament sestavljata predsednik in predstavniški dom (malteško Kamra tad-Deputati), ki je izvoljen na splošnih neposrednih volitvah z enkratnim prenosljivim glasom vsakih pet let, razen če predsednik ne razpusti parlamenta prej po nasvetu predsednika vlade.
Malta ima sistem lokalne uprave od leta 1993 na podlagi Evropske listine o lokalni samoupravi. Država je razdeljena na pet regij, pri čemer ima vsaka regija svoj regionalni odbor, ki je vmesna raven med lokalno upravo in nacionalno vlado. Regije so razdeljene na lokalne svete, ki jih je trenutno 68 (54 na Malti in 14 na otoku Gozo). 16 zaselkov, ki so del večjih svetov, ima svoj upravni odbor. Šest okrožij (pet na glavnem otoku) je pomembnih predvsem za statistične namene.
Lokalni sveti so odgovorni za splošno vzdrževanje in okrepitev kraja (vključno s popravili manj pomembnih cest), dodelitev lokalnih upraviteljev in zbiranje odpadkov. Opravljajo tudi splošne upravne naloge za centralno vlado, kot so zbiranje vladnih najemnin in skladov ter odgovarjanje na javne poizvedbe v zvezi z vlado. Poleg tega so številna posamezna mesta in vasi v Republiki Malti pobratena mesta.

## Gospodarstvo
Malto Mednarodni denarni sklad (IMF) uvršča med napredno gospodarstvo skupaj z 32 drugimi državami. Do leta 1800 je bila Malta odvisna od bombaža, tobaka in ladjedelnic. Ko so bili pod britanskim nadzorom, so malteške ladjedelnice postale odvisne od Kraljeve mornarice, zlasti med krimsko vojno leta 1854. Vojaško oporišče je koristilo obrtnikom in vsem, ki so služili vojski.
Leta 1869 je bil odprt Sueški prekop, kar je zelo spodbudilo malteško gospodarstvo, saj se je število ladij, ki so vplule v pristanišče, močno povečalo. Ladje so se ustavljale zaradi oskrbe z gorivom ter pomagale trgovini, kar je otoku prineslo dodatne koristi.
Konec 19. stoletja pa je gospodarstvo začelo nazadovati in do začetka devetdesetih let 20. stoletja se je začela resna kriza. Eden od dejavnikov je bila ponudba novejših trgovskih ladij, ki so zahtevale manj pogosto ustavljanje zaradi goriva.
Zdaj so glavni viri Malte apnenec, ugodna geografska lega in delovna sila. Malta pridela le približno 20 odstotkov potrebne hrane, omejuje zaloge sladke vode zaradi suše v poletnih mesecih in nima domačih virov energije, razen možnosti za sončno energijo. Gospodarstvo je odvisno od zunanje trgovine, predelovalne dejavnosti (zlasti elektronike in tekstila) ter turizma.
Vlada veliko vlaga v izobraževanje.
Ob pripravah na članstvo v Evropsko unijo, ki se ji je pridružila 1. maja 2004, je Malta privatizirala nekatera podjetja, ki jih je nadzirala država, in sprostila trg. Leta 2010 je Malti uspelo privatizirati telekomunikacije, poštne storitve, ladjedelnice in ladjedelništvo.
Malta in Tunizija zdaj razpravljata o komercialnem izkoriščanju epikontinentalnega pasu med svojima državama, zlasti za raziskovanje nafte. Te razprave potekajo tudi med Malto in Libijo.
Malta nima davka na premoženje. Njen nepremičninski trg, zlasti v okolici pristanišč, je bil v nenehnem razcvetu, s cenami stanovanj v nekaterih mestih, kot so St. Julian's, Sliema in Gzira.
Po podatkih Eurostata je malteški BDP na prebivalca v letu 2015 znašal 88 odstotkov povprečja EU z 21.000 evri.

### Promet
Promet se na Malti odvija po levi. Lastništvo avtomobilov je precej visoko glede na zelo majhno velikost otokov, tako da je stopnja motorizacije četrta najvišja v Evropski uniji.
Malta ima 2254 kilometrov cest, od katerih je utrjenih 1972 km (87,5 %).
Na glavnem otoku so tri velika naravna pristanišča:
- Veliko pristanišče (Grand Harbour ali Port il-Kbir) je na vzhodni strani prestolnice Valletta in je pristanišče že od rimskih časov. Ima več obsežnih dokov in privezov ter terminal za križarjenje. Terminal uporabljajo trajekti, ki povezujejo Malto s Pozzallom in Catanio na Siciliji;
- pristanišče Marsamxett je na zahodni strani Vallette, predvsem za jahte;
- pristanišče Marsaxlokk (Malta Freeport) je na jugovzhodni strani Malte, v Biržebbuġi, je glavni tovorni terminal. Malta Freeport je 11. največje izvozno kontejnersko pristanišče v Evropi in 46. na svetu z obsegom trgovine v višini 2,3 milijona TEU v letu 2008.[26]

Dve pristanišči sta namenjeni potniškemu in avtomobilskemu trajektnemu prevozu, ki povezuje pristanišče Čirkewwa na Malti in pristanišče Mġarr na otoku Gozo.
Mednarodno letališče Malta (Ajruport Internazzjonali ta 'Malta) je edino letališče na malteških otokih. Zgrajeno je na zemljišču, ki ga je nekoč zasedalo letalsko oporišče Luqa. Tu je tudi heliport. Heliport za otok Gozo je zdaj v Xewkiji. 

### Turizem
Malta je priljubljen turistični cilj z 1,6 milijona turistov letno. Trikrat več turistov jih obišče, kot je prebivalcev. Turistična infrastruktura se je v preteklih letih dramatično povečala, na otoku je več hotelov, narašča pa skrb zaradi čezmernega razvoja in uničenja tradicionalnih stanovanj.
V zadnjih letih se je Malta oglaševala kot zdravstveni turizem, ki ga številni ponudniki zdravstvenih storitev zelo razvijajo, vendar pa nobena malteška bolnišnica ni opravila neodvisne mednarodne akreditacije za zdravstveno varstvo. Pri britanskih turistih je Malta zelo priljubljena.

### Znanost in tehnologija
Malta je z Evropsko vesoljsko agencijo (ESA) podpisala sporazum o sodelovanju za intenzivnejše sodelovanje pri njenih projektih. Malteški svet za znanost in tehnologijo (MCST) je civilni organ, odgovoren za razvoj znanosti in tehnologije na izobraževalni in socialni ravni. Večina študentov za to področje je diplomirala na Univerzi na Malti.

## Kultura
Kultura Malte izraža različne kulture od Feničanov do Britancev, ki so v stoletjih prišli v stik z malteškimi otoki, tudi s sosednjimi sredozemskimi kulturami in kulturami narodov, ki so dolgo vladali Malti pred njeno neodvisnostjo leta 1964.

### Glasba
Medtem ko je današnja malteška glasba večinoma zahodna, je tradicionalna malteška glasba znana kot ghana. Igrajo ljudsko kitaro, medtem ko nekaj ljudi, navadno moških, izmenično razpravlja s petjem. Cilj improviziranih besedil je ustvariti prijazno, a zahtevno vzdušje. Način zahteva večletno prakso, da lahko združuje zahtevane umetniške lastnosti z učinkovito razpravo.

### Umetnost in arhitektura
Na malteško arhitekturo so vplivale številne različne sredozemske kulture in britanska arhitektura. Prvi naseljenci na otoku so zgradili Ġgantijo, eno najstarejših samostojnih struktur na svetu. Graditelji neolitskih templjev 3800–2500 pr. n. št. so številne templje na Malti in Gozu zasnovali kot zapletene reliefne zasnove, med drugim spirale, drevo življenja in živalske portrete, risbe v rdeči okri, keramiko in obsežno zbirko skulptur človeških oblik, zlasti na otoku Malta. Ogledati si jih je mogoče v samih templjih (predvsem v hipogeju Ħal-Saflieni in Tarxienu) in v Narodnem muzeju arheologije v Valletti. Malteški templji, kot je Imnajdra, so polni zgodovine in imajo za seboj zgodbo.
Iz rimskega obdobja so visoko dekorativni mozaični tlaki, marmorne kolonade in klasični kiparski ostanki, ki so lepo ohranjeni in predstavljeni v rimski hiši (Domus Romana), državni vili tik ob obzidju Mdine. Zgodnjekrščanske freske, ki krasijo katakombe, kažejo nagnjenost k vzhodnemu bizantinskemu okusu. Ti okusi so še naprej vplivali na prizadevanja srednjeveških malteških umetnikov, vendar so jih spreminjali pod vplivom romanskih in južnogotskih vplivov. Konec 15. stoletja so bili malteški umetniki tako kot umetniki na sosednji Siciliji pod vplivom šole Antonella da Messine, ki je uvedla renesančne ideale in zasnove dekorativne umetnosti tudi na Malti.
Umetniška dediščina Malte je rasla pod vitezi svetega Janeza (ivanovci), ki so pripeljali slikarje italijanskih in flamskih manieristov, da bi okrasili njihove palače in cerkve na otokih, predvsem Matteo Perez d'Aleccio, katerega dela se pojavljajo v Magisterialni palači in sostolnici svetega Janeza v Valletti, in Filippo Paladini, ki je bil dejaven na Malti od leta 1590 do 1595. Dolga leta je manierizem vplival na okus in ideal lokalnih malteških umetnikov. 
Prihod Caravaggia na Malto, ki je med 15-mesečnim bivanjem na teh otokih naslikal vsaj sedem del, je še bolj spremenil lokalno umetnost. Dve njegovi najznačilnejši deli, Obglavljenje svetega Janeza Krstnika in Sveti Hieronim piše, sta na ogled v oratoriju samostanske cerkve svetega Janeza. Njegova zapuščina je očitna v delih lokalnih umetnikov Giulia Cassarina (1582–1637) in Stefana Erardija (1630–1716).
Baročno gibanje, ki je sledilo, je imelo najmočnejši vpliv na malteško umetnost in arhitekturo. Slavna poslikava kalabrijskega umetnika Mattie Pretija je manieristično notranjost cerkve svetega Janeza spremenila v baročno mojstrovino. Preti je zadnjih 40 let svojega življenja preživel na Malti, kjer je ustvaril svoja številna najboljša dela, ki so zdaj na ogled v Narodnem muzeju likovne umetnosti v Valletti. V tem obdobju je ustvarjal tudi eden najboljših baročnih kiparjev rimske šole, lokalni kipar Melchiorre Cafà (1639–1667).
V 17. in 18. stoletju so se pojavili vplivi neapeljskega in rokokojevskega sloga v delih italijanskih slikarjev Luce Giordana (1632–1705) in Francesca Solimene (1657–1747), ki jih je mogoče videti v delih malteških sodobnikov, kot sta Giovanni Nicola Buhagiar (1698–1752) in Francesco Zahra (1710–1773).
Neoklasicizem je v poznem 18. stoletju prišel do nekaterih lokalnih malteških umetnikov, toda v začetku 19. stoletja so lokalne cerkvene oblasti spodbujale verske teme, ki so jih pokrivali nazarenski umetniki. Z romantiko, prežeto z naturalizmom, ki jo je na Malto uvedel Giuseppe Calì, so bili salonski umetniki seznanjeni v začetku 20. stoletja, med njimi Edward in Robert Caruana Dingli. 
Parlament je ustanovil Narodno šolo umetnosti v 1920-ih. Med obdobjem obnove, ki je sledila po drugi svetovni vojni, je nastala moderna umetniška skupina, katere člani so bili Josef Kalleya (1898–1998), George Preca (1909–1984), Anton Inglott (1915–1945), Emvin Cremona (1919–1986), Frank Portelli (1922-2004), Antoine Camilleri (1922-2005) in Esprit Barthet (1919-1999), ki je močno okrepila lokalno umetniško sceno. V Valletti je Narodni muzej likovnih umetnosti značilen za delo umetnikov, kot je H. Craig Hanna.

### Kuhinja
Malteška kuhinja kaže močne sicilijanske in angleške vplive ter vplive španske, magrebske in provansalske kuhinje. Opazimo lahko številne regionalne razlike, zlasti na otoku Gozo, pa tudi sezonske spremembe, povezane s sezonsko razpoložljivostjo izdelkov in krščanskimi prazniki (kot so postni čas, velika noč in božič). Hrana je bila zgodovinsko pomembna pri razvoju nacionalne identitete, zlasti tradicionalna fenkata (tj. dušen ali ocvrt zajec). 
Po mnenju državnega statističnega urada je najljubša malteška pijača kinnie.
Pastizz je tradicionalno pecivo. Običajno so polnjeni z rikoto ali kašastim grahom in se imenujejo pastizzi tal-rikotta (sirna torta), tal haxu ali pastizzi tal-piżelli (grahova torta).
Ftira je ploščat kruh, narejen z moko, vodo in soljo, nato pa temeljito zvaljan in spečen. Je veliko drugih neobveznih sestavin, ki jih lahko vsebujejo ploski kruhki, kot so kari v prahu, paprike jalapeños, čili v prahu ali črni poper. Lahko je dodano oljčno ali sezamovo olje.